# Exocentrus gambiensis
Exocentrus gambiensis är en skalbaggsart som beskrevs av Stefan von Breuning 1964. Exocentrus gambiensis ingår i släktet Exocentrus och familjen långhorningar. Inga underarter finns listade i Catalogue of Life.